# کیو (مجله)
کیو(به انگلیسی: Q) نام مجله موسیقی بود که به صورت ماهانه و با شمارگان ۱۳۰۱۷۹ در بریتانیا منتشر می‌شد. آخرین شمارهٔ این مجله در ژوئیهٔ ۲۰۲۰ منتشر شد.